# Marcin Szyndler
Marcin Szyndler – funkcjonariusz Policji w stopniu inspektora, były rzecznik prasowy Komendanta Głównego Policji.

## Życiorys
Początkowo pełnił służbę w Komendzie Głównej Policji, m.in. na stanowisku specjalisty Zespołu Prasowego. W latach 2007–2009 był rzecznikiem prasowym stołecznej Policji, a następnie Naczelnikiem Wydziału Komunikacji Społecznej KSP. W październiku 2013 został Pełnomocnikiem Komendanta Stołecznego Policji ds. Ochrony Praw Człowieka. Pod koniec 2015 roku powrócił do Komendy Głównej Policji, gdzie objął stanowisko radcy Wydziału Historii Policji i Edukacji Społecznej Gabinetu Komendanta Głównego Policji.
15 lutego 2016 Komendant Główny Policji mianował go na stanowisko rzecznika prasowego Zespołu Prasowego KGP. Zastąpił na tym stanowisku Krzysztofa Hajdasa, jednak funkcję rzecznika pełnił zaledwie 2 miesiące. 25 kwietnia tego samego roku został Zastępcą Komendanta Centrum Szkolenia Policji w Legionowie. 5 lutego 2023 r. Komendant Główny Policji zwolnił go z zajmowanego stanowiska.